# Raphidophycidae
Raphidophycidae é uma subclasse de organismos unicelulares heterocontes pertencentes à classe Raphidophyceae s.l. que constitui um táxon monotípico tendo  Raphidomonadales como única ordem.